# Altes Rathaus (Stebbach)

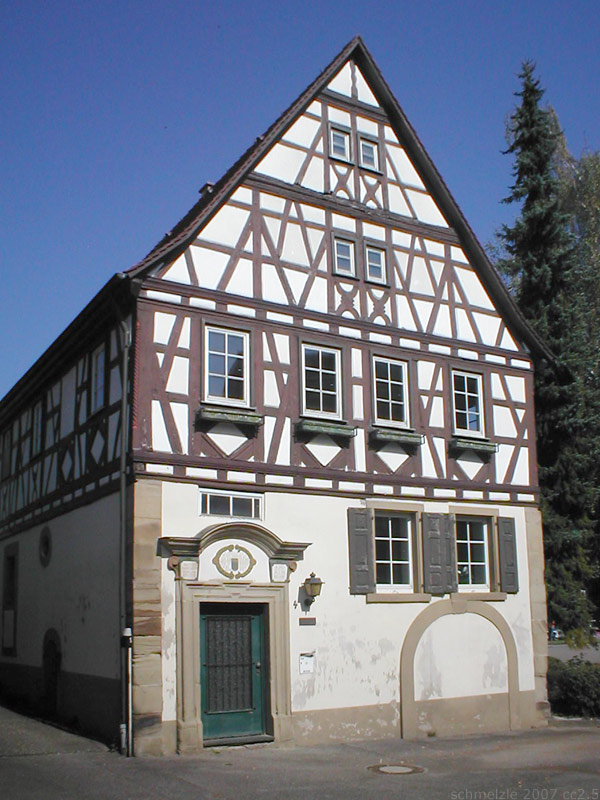
Altes Rathaus in Stebbach

Das Alte Rathaus in Stebbach, einem Ortsteil der Gemeinde Gemmingen im Landkreis Heilbronn (Baden-Württemberg), ist ein 1755 errichtetes Rathaus. 

## Beschreibung
Das Fachwerkhaus mit einem hohen massiven Erdgeschoss, einem Fachwerkstock und zwei Dachstöcken besitzt noch einen nahezu unveränderten Giebel aus dem Jahr 1755. Als Zierformen sind Rauten in Negativform unter den Brüstungen des Oberstocks, K-Streben und Andreaskreuze in den Brüstungen der Speicherfenster vorhanden. Ebenso sehen wir profilierte Schwellen.

## Portal

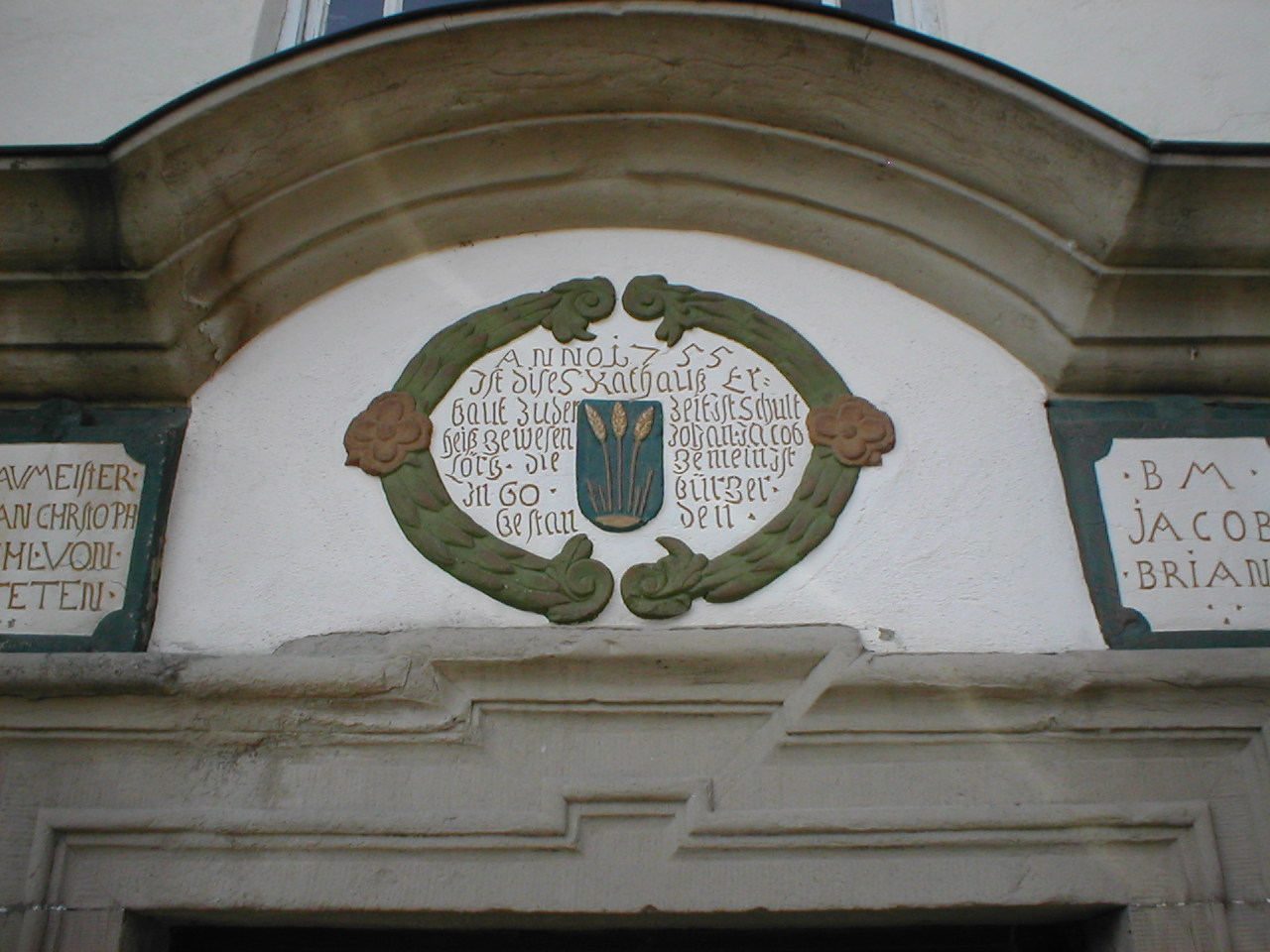
Inschrift über dem Portal

Das barocke Portal aus Sandstein an der Giebelseite besitzt über dem Türsturz eine von Girlanden umrahmte Inschrift: „Anno 1755 ist dieß Rathaus erbaut. zu der Zeit ist Schultheiß gewesen Johann Jacob Lörtz. die gemein ist zu 60 Burger gestanden“. Die Inschrift daneben nennt den Baumeister Johann Christoph Feihl aus Stetten am Heuchelberg als Erbauer des Rathauses.

## Bewohner
Das alte Rathaus in Stebbach wurde auch von dem Musiker Hank Häberle bewohnt, der am 1. Januar 2007 dort tot aufgefunden wurde.